# Ptychomitrium vaginatum
Ptychomitrium vaginatum är en bladmossart som beskrevs av Bescherelle 1877. Ptychomitrium vaginatum ingår i släktet atlantmossor, och familjen Ptychomitriaceae. Inga underarter finns listade i Catalogue of Life.